# ميرا خليل
ميرا خليل (1989 -) هي ممثلة وعارضة أزياء مصرية، نالت وصيفة ملكة جمال مصر في عام 2010م ، وكان عمرها في ذلك الوقت (21) عامًا، لها العديدمن المشاركات في التمثيل في المسلسلات والأفلام السينمائية، لها برنامج ساخر يسمي بنت خليل. أبرز أدوارها السينمائية في فيلم غش الزوجية ، وأبرز أدوارها التلفزيونية مسلسل عوالم خفية.

## أعمالها الفنية[3][4][5]
- (2018) مسلسل عزمي وأشجان
- (2018) فيلم علي بابا . (ندي - خطيبة وليد)
- (2018) مسلسل عوالم خفية
- (2018) مسلسل لدينا أقوال أخري
- (2017) مسلسل حكايات بنات ج3
- (2017) مسلسل خلصانة بشياكة
- (2017) مسلسل عشم إبليس .
- (2014) مسلسل هبة رجل الغراب .
- (2013) فوازير مسلسليكو.
- (2013) مسلسل موجة حارة
- (2013) فيلم هاتولي راجل .
- (2012) فيلم جوه اللعبة .
- (2012) فيلم غش الزوجية دور إيلينا - المديرة الإيطالية
- ( 2010) فيلم ولد وبنت
- (2009) مسلسل - سيت كوم بيت العيلة ج1 .